# Catunaregam pentandra
Catunaregam pentandra là một loài thực vật có hoa trong họ Thiến thảo. Loài này được (Gürke) Bridson mô tả khoa học đầu tiên năm 2003.